# Gantofta (naturreservat)
Gantofta är ett naturreservat strax öster om Gantofta i Helsingborgs kommun i Skåne län.
Området är naturskyddat sedan 2017 och är 10 hektar stort. Det består av öppet slättlandskap i Rååns dalgång och kopplar ihop två andra naturreservat; Rååns dalgång och Fjärestad-Gantofta.
Området utmed ån har historiskt sett använts som slåttrad ljunghed samt små åkerfält. Området är rikt med fågelmångfald och vid närheten av Råån finns ett värdefullt djurliv. Vid kopplingen till Rååns dalgång finns en bro som kopplar samman de två naturreservaten. Det finns inga anlagda stigar runt Gantofta naturreservat. Gantofta är ett litet men viktigt naturreservat i Rååns dalgång. I naturreservatet kan man hitta spår från dateras tillbaka till stenåldern genom gamla gravstenar och dösar. Området bildades efter den senaste istiden.

## Bildgalleri

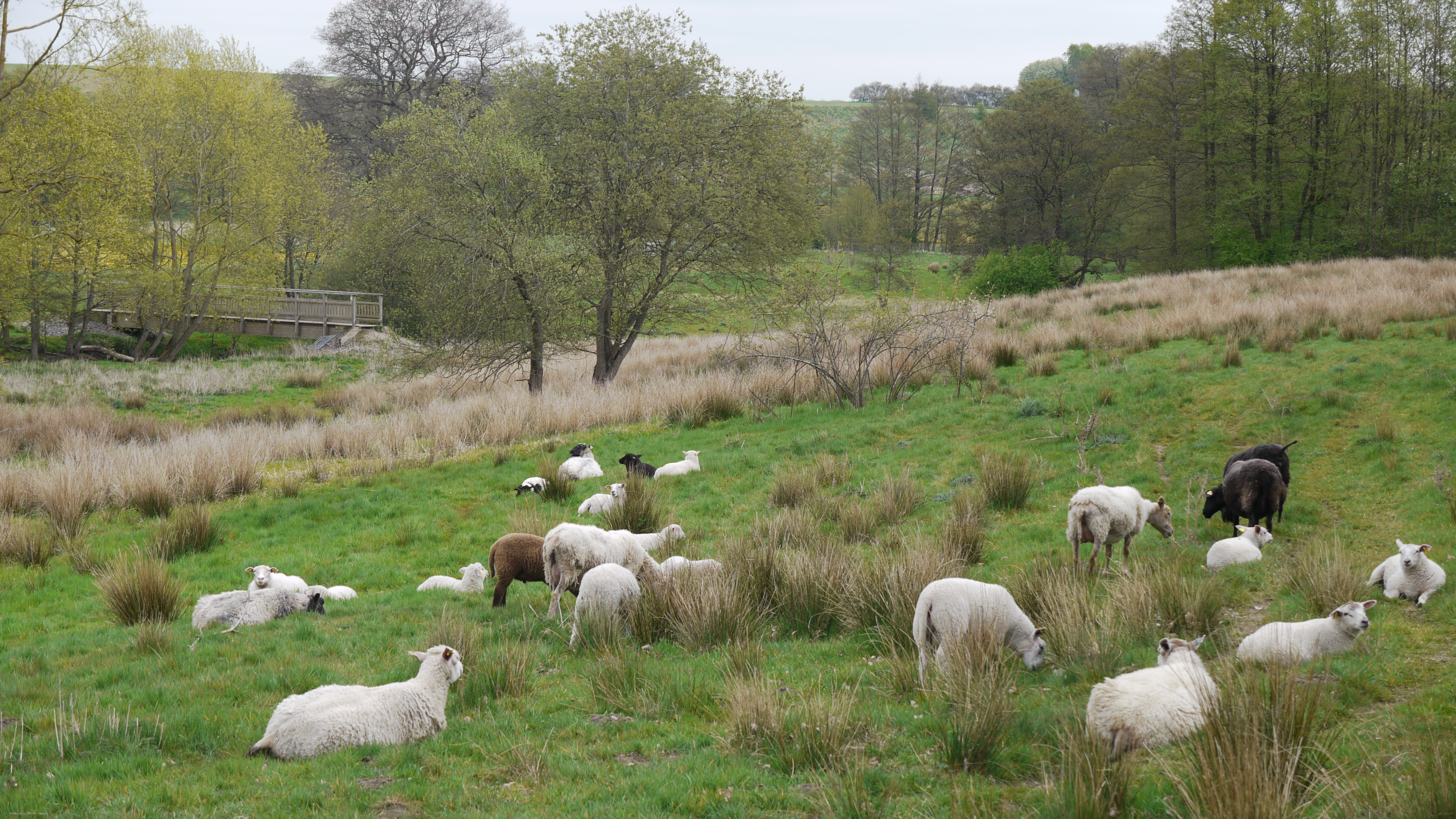
Marken hålls öppen med hjälp av betande får.
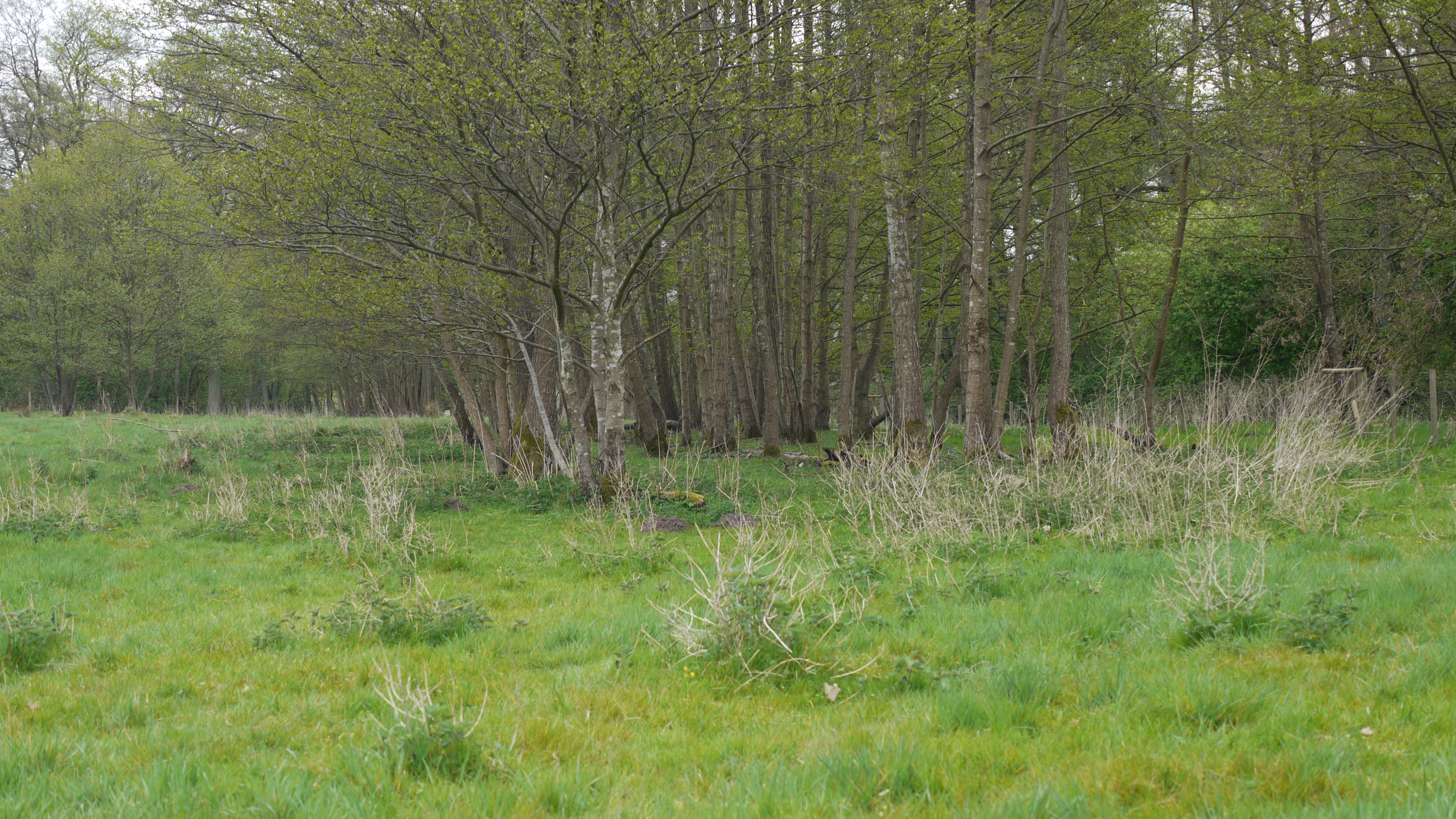
Fåren öppnar upp undervegetationen och tar alla lågt växande grenar.
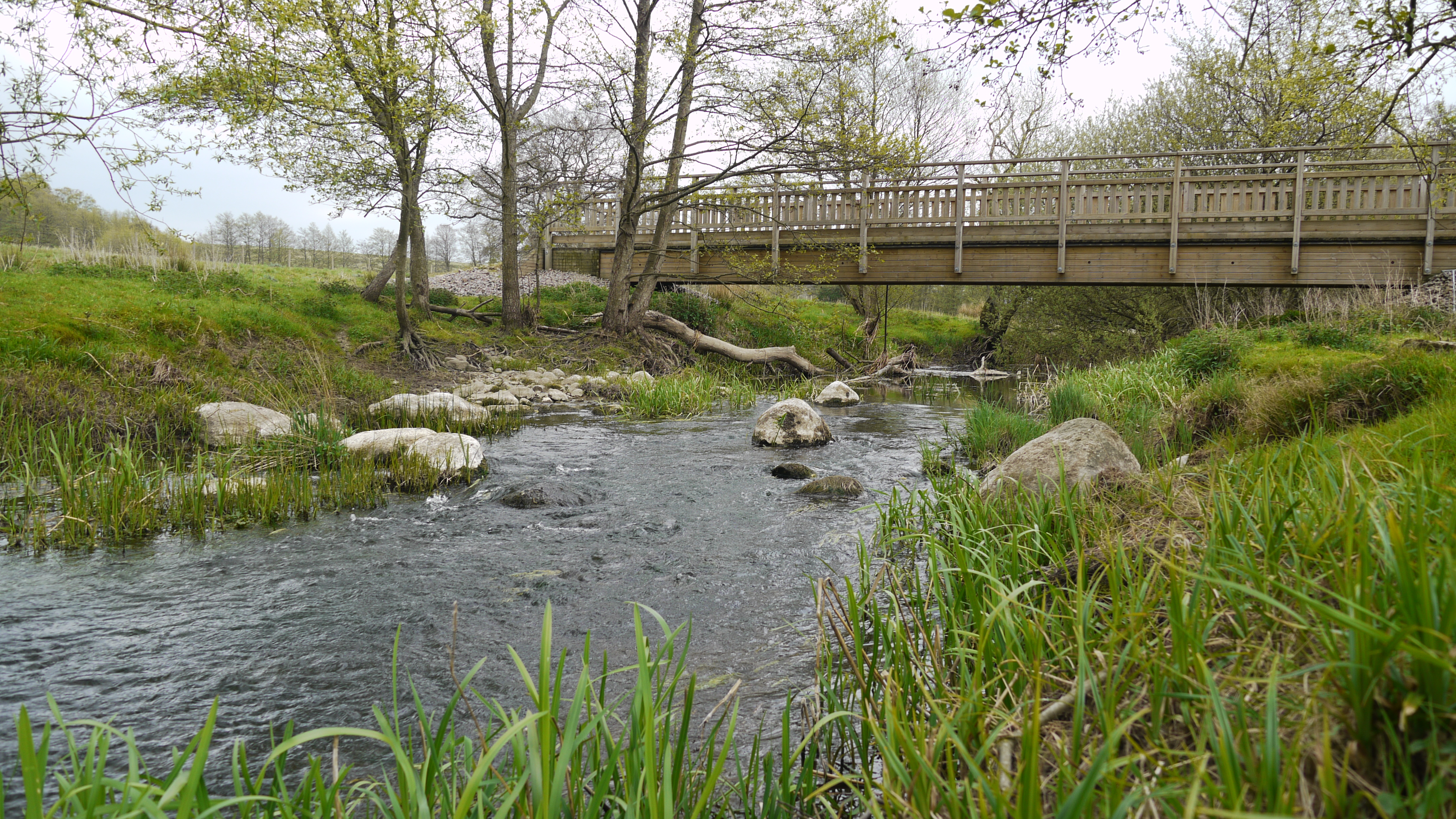
Bro över Råån.